# 两广球穗飘拂草
两广球穗飘拂草（学名：Fimbristylis globulosa var. austro-japonica）为莎草科飘拂草属下的一个变种。